# Amarygmus toliensis
Amarygmus toliensis es una especie de escarabajo del género Amarygmus, categorizada en la tribu Amarygmini, de la subfamilia Tenebrioninae. Fue descrita por Pic en 1951.
Mide aproximadamente 11 mm de longitud. Se distribuye por Asia: Indonesia, cerca de la isla de Célebes.